# Lagrezia humbertii
Lagrezia humbertii är en amarantväxtart som beskrevs av Alberto Judice Leote Cavaco. Lagrezia humbertii ingår i släktet Lagrezia och familjen amarantväxter. Inga underarter finns listade i Catalogue of Life.